# Bartolomeo de Spina
Bartolomeo de Spina (* um 1475 in Pisa; † um 1546 in Rom) war dominikanischer Inquisitor und ab 1542 päpstlicher Hoftheologe. Er befasste sich mit dem Hexenwesen.

## Leben
Er stammte aus einer alten Pisaner Adelsfamilie und ist im Jahr 1493 in den Dominikanerkonvent St. Katharina aus Pisa eingetreten. In 1502 ist er als Priester in Bologna ordiniert worden und begann im folgenden Jahr dort sein Studium.

## Werke
- Quaestio de strigibus et lamiis (1523) Digitalisat
- Tractatus de praeeminentia sacrae theologiae super alias omnes scientias et praecipue humanarum legum (1525)
- Apologiae tres de lamiis adversus Ioannem Franciscum Ponzinibium iurisperitum (1525)